# Kankaanpää
Kankaanpää é uma cidade e município da Finlândia. Foi fundada em 1865, tornou-se um município em 1967 e, finalmente, uma cidade em 1972. Pertence à região de Satakunta e, segundo o censo de 2020, tem uma população de cerca de 11 200 habitantes.

## História
Os primeiros sinais de humanidade na área são desde a idade da pedra e durante o século XVI as pessoas começaram a se estabelecer na área de Kankaanpää. As casas mais antigas dessa área encontradas nos documentos da Suécia-Finlândia datam da década de 1560. Na época, havia três casas em Kankaanpää: Honko, Oukari e Päivike.
A igreja de Kankaanpää foi construída em 1839 pelo arquiteto Carl Ludvig Engel.

## Cidades-irmãs
- Bollnäs, Suécia
- Flekkefjord, Noruega
- Gagra, Geórgia
- Misburg, Alemanha
- Morsø, Dinamarca

## Pessoas notáveis
- Toni Vilander, automobilista
- Maikki Friberg, ativista